# Margot Meynier
Margot Meynier (geboren im 20. Jahrhundert) ist eine französische Filmeditorin.

## Leben
Margot Meynier begann ihre Karriere als Editorin 1993 als Schnittassistentin von Claude Frechède in Jacques Renards Film Der Jäger der Finsternis. In den folgenden Jahren arbeitete  sie hauptsächlich als Schnittassistentin von Fernsehfilm-Produktionen. 2013 und 2017 war sie für den Schnitt von zwei Filmen Roman Polańskis – Nach einer wahren Geschichte und Venus im Pelz –  verantwortlich. 2021 engagierte sie Bernard Stora als Editorin für seinen Kinofilm Villa Caprice.

## Filmografie (Auswahl)
- 2010: Alsace première à droite – Regie: Christophe Jarosz (Dokumentarfilm)
- 2013:  Venus im Pelz (La Vénus à la fourrure) – Regie: Roman Polański
- 2015: Pitchoune – Regie: Reda Kateb  (Kurzfilm)
- 2017: Nach einer wahren Geschichte (D’après une histoire vraie) – Regie: Roman Polanski
- 2016: News From Planet Mars (Des nouvelles de la planète Mars) – Regie: Dominik Moll
- 2021: Villa Caprice – Regie: Bernard Stora
- 2021: Schulen dieser Welt (Être prof) – Regie: Émilie Thérond